# Zli Dol
Zli Dol (Зли Дол) este un sat situat în partea de sud-est a Serbiei. Aparține administrativ de comuna Bosilegrad. Majoritatea populației este de etnie bulgară. La recensământul din 2011 localitatea avea 129 locuitori.